# Conker: Live & Reloaded
Conker: Live and Reloaded (afgekort C:L&R) is een computerspel voor de Xbox dat in 2005 uitgebracht is door spellenfabrikant Rare, dat zijn grootste successen op de Nintendo 64 heeft behaald.
C:L&R is een remake van het spel Conker's Bad Fur Day, ook uitgebracht door Rare. In dit spel speelt men een eekhoorn die, aan het begin van het spel, na een nacht in de kroeg stomdronken thuiskomt.
Dit was een van de eerste spellen voor de Xbox waarin Xbox Live werd toegepast.